# Нижняя Кондрата
Нижняя Кондрата (чув. Анат Кӑтрата) — деревня в Чистопольском районе Республики Татарстан (Россия). Административный центр и единственный населённый пункт Нижнекондратинского сельского поселения.

## География
Деревня расположена в южной части Чистопольского района, в 36 км от Чистополя, на реке Багане, при её впадении в Малый Черемшан.

## История
Прежнее название деревни — «Спиркино» — происходит от имени первопоселенца из дер. Бердибяково — Спирки Скурлатова, которому при переписи 1716 г. было 40 лет. Деревня Спиркино образовалась между 1700 и 1707 гг., так как в 1700 году территория, где впоследствии возникло селение, представляла собой «ковыльную порозжую землю» (см.: РГАДА. — Ф. 350. — Оп. 1. — Д. 153. — Л. 261; Ф. 1209. — Оп. 1. — Кн. 6469. — Л. 54 об.).
Как следует из материалов архивов, дер. Спиркино входила в сотню чувашенина Пикчюбарки Немичева (РГАДА. — Ф.350. — Оп.1. — Д. 153. — Л. 180—793.; Д. 157. — Л. 353—1338; Ф. 1312. — Оп. 2. — Д. 518. — Л. 28; Д. 531. — Л. 7; Д. 576. — Л. 39; РГВИА. — Ф. 349. — Оп. 45. — Д. 2282. — Л. 1, НА РТ. — Ф. 21. — Оп. 3. — Д. 631. — Л. 37 об., 38.). Пикчубарка Немичев жил в деревне Узеева.

## Население
Численность населения — 433 человек (2010). В национальном составе преобладают чуваши.

## Инфраструктура
В селе имеются средняя школа, почта, медицинский пункт, дом культуры, детский сад, библиотека, церковь, участковый пункт полиции, торговые предприятия.

## Культура
Нижняя Кондрата известна как место проведения фольклорного фестиваля «Чувашский соловей». Весной 2012 года в деревне сгорело здание Воздвиженской церкви, после чего церковь была отстроена заново.